# Amiserica similissima
Amiserica similissima är en skalbaggsart som beskrevs av Ahrens och Pacholatko 2005. Amiserica similissima ingår i släktet Amiserica och familjen Melolonthidae. Inga underarter finns listade i Catalogue of Life.